# Emanuel Hoss-Desmarais
Pour les articles homonymes, voir Hoss-Desmarais.
Emanuel Hoss-Desmarais est un réalisateur et scénariste canadien.

## Filmographie partielle

### Comme scénariste et réalisateur
- 2004 : Table 13 (uniquement réalisation)
- 2010 : Marius Borodine
- 2013 : Whitewash
- 2016 : What Lies Below
- 2017 : Birthmarked

### Comme acteur
- 2004 : Le Jour d'après (The Day After Tomorrow) : Cecil
- 2004 : Table 13 : Arthur
- 2005 : Magasin
- 2008 : Truffe : Prototype homme-frigo
- 2009 : Romaine par moins 30 : le chef de cabine
- 2010 : Marius Borodine : Ami adulte
- 2012 : Mars et Avril : Marsonaute no. 1
- 2013 : Whitewash : Man - Lake
- 2017 : Birthmarked : Male scientist #2